# Seurnarn
Seurnarn är en sjö i Strömsunds kommun i Jämtland och ingår i Ångermanälvens huvudavrinningsområde. Sjön har en area på 0,144 kvadratkilometer och ligger 582,1 meter över havet. Sjön avvattnas av vattendraget Seunarbäcken.

## Delavrinningsområde
Seurnarn ingår i det delavrinningsområde (717959-146320) som SMHI kallar för Utloppet av Seurnarn. Medelhöjden är 671 meter över havet och ytan är 4,97 kvadratkilometer. Räknas de 3 avrinningsområdena uppströms in blir den ackumulerade arean 19,37 kvadratkilometer. Seunarbäcken som avvattnar avrinningsområdet har biflödesordning 3, vilket innebär att vattnet flödar genom totalt 3 vattendrag innan det når havet efter 291 kilometer. Avrinningsområdet består mestadels av skog (64 procent) och sankmarker (27 procent). Avrinningsområdet har 0,14 kvadratkilometer vattenytor vilket ger det en sjöprocent på 2,9 procent.